# Anton Payer
Anton Payer (* 1853 in St. Andrä; †  26. Oktober 1883 in Wien) gilt als einer der ersten österreichischen Buddhisten. 1878 trat Payer in ein Kloster ein und lebte bis 1880 als angehender Mönch in einem buddhistischen Tempel in Bangkok. Als Berater des Königs Chulalongkorn legte er die österreichische Staatsbürgerschaft ab, um die siamesische anzunehmen. Sein überraschender Tod wurde als Selbstmord deklariert und fand auch in internationalen Medien einen Widerhall. So titelte die New York Times vom 25. November 1883: „Anton Payer's Strange Suicide“.